# 歌橋憲一
歌橋 憲一（うたはし けんいち、1889年（明治22年）5月1日 - 1984年（昭和59年）10月10日）は、日本の実業家。ニチバンの創業者として知られている。

## 経歴・人物
歌橋又三郎（洗礼名：アレクサンドル）の子として東京に生まれる。東京薬学専門学校（現在の東京薬科大学）卒業後、1910年（明治43年）父が開店した「薬局歌橋輔仁堂」を後継者として経営する。後に独立し、1918年（大正8年）にニチバンの前身である「歌橋製薬所」を設立した。
製薬所に勤務中、輸入品であったゴム型の絆創膏について学ぶ。これまで負傷した際に用いた包帯に比べ粘着力が大きくなり、父が完成させたチェコ出身のF・J・ピックの製造法を用いた独自のゴム型絆創膏の発明、研究に携わった。歌橋が研究した成果は反響を及んだが、気温変動によりゴムが変質するといった問題が起こった。これによって経営難に陥った。しかし、1923年（大正12年）9月1日に発生した関東大震災による負傷者のために、大日本帝国陸軍が絆創膏を用いた事により、経営が回復した。後にキャレンダーを用いた絆創膏も販売し始める。
第二次世界大戦中の1944年（昭和19年）に24社を経営統合し、社名を「日絆工業株式会社」を社名変更し同社の社長となる。戦後には連合国軍最高司令官総司令部（GHQ）からの要請により、セロハンテープの製造を始め、後に「セロテープ」という名の登録商標で販売し始めた。1961年（昭和36年）には「ニチバン株式会社」に再変更し、ボールペン等の文房具におけるに匹敵する売り上げを記録した。没後は多磨霊園に葬られた。

## 栄典
- 藍綬褒章 - 1956年（昭和31年）受章[3]。
- 勲四等旭日小綬章 - 1965年（昭和40年）受章[3]。

## 家族
- 歌橋又三郎（1863年 - 1937年6月24日） - 実父[4]。
  - 歌橋しま - 実母[4]。
- 歌橋はな - 妻[4]。
- 歌橋一典（1915年11月23日 - 2010年9月1日）- 長男[4]、ニチバン社長[2]。代表取締役、副社長、会長、顧問等を歴任。墓所は父と同じく青山霊園[2]。
  - 歌橋八重子 - 長男の妻。